# Jaring Halus
Jaring Halus is een bestuurslaag in het regentschap Langkat van de provincie Noord-Sumatra, Indonesië. Jaring Halus telt 2927 inwoners (volkstelling 2010).